# ردود الأفعال الدولية على قمة كوريا الشمالية والولايات المتحدة عام 2018
ردود الفعل الدولية على قمة كوريا الشمالية والولايات المتحدة الأمريكية 2018 إيجابية بشكل عام. وقد أعربت معظم البلدان والمنظمات الدولية عن ثناء وأمل أن تكون القمة خطوة هامة في تحقيق السلام في شبه الجزيرة الكورية.

## قبل القمة

### دول
- ألمانيا: أعربت المستشارة الألمانية أنجيلا ميركل عن رأيها حول محادثات كيم-ترامب. وهي ترى «بريق الأمل» في تحقيق حل الأسلحة النووية لكوريا الشمالية. وعلقت ميركل على ذلك بقولها «سيكون من المدهش أن نواجه انفراجا».[1]
- الفاتيكان: أعربت من خلال البابا فرنسيس عن أمله في 10 يونيو 2018 أن تساهم قمة ترامب-كيم في تطوير مسار إيجابي يضمن مستقبل السلام لشبه الجزيرة الكورية والعالم بأسره.[2]
- استراليا: ذكرت وزيرة الخارجية جولي إيزابيل بيشوب بأن قمة ترامب-كيم هي حل دبلوماسي قاس، وقد يؤدي ذلك إلى التزامات ملموسة لإتمام نزع السلاح النووي الذي يمكن التحقق منه. يجب تحقيقه من أجل السلام العالمي. يجب أن يتم نزع السلاح النووي لشبه الجزيرة الكورية حتى لو كانت عملية دبلوماسية طويلة.[3]
- سنغافورة: أعلن وزير الدفاع نغ إنغ هين [الإنجليزية] [4] أنهم مستعدون لدفع مبلغ معين من الميزانية للرئيس الأمريكي ولمقر زعيم كوريا الديمقراطية ومكان عقده من أجل نجاح قمة ترامب كيم التاريخية.[5] ينقسم الناس في سنغافورة بشأن رأيهم حول استئناف قمة ترامب-كيم. يعتقد البعض أنها خطوة صغيرة ولكنها مشجعة نحو السلام العالمي في حين أن آخرين غير راضين عن كلا الزعيمين.
- اليابان: بعد وقت قصير من الإعلان عن القمة، قال رئيس الوزراء الياباني شينزو آبي للصحفيين إنه يقدر «تغيير كوريا الشمالية» وعزا التغيير الدبلوماسي لحملة العقوبات المنسقة من قبل الولايات المتحدة واليابان وكوريا الجنوبية.[6] حذر آبي ترامب من عدم التوصل إلى حل وسط بشأن برنامج كوريا الشمالية الصاروخي الذي سيترك اليابان عرضة لصواريخ قصيرة المدى لا تصل إلى البر الرئيسى الأمريكي، أو يخفف الضغط على كوريا الشمالية قبل وقت قصير من نزع الأسلحة النووية بالكامل.[7][8] كما أعرب آبي عن رغبته في عقد اجتماع ثنائي مع كوريا الشمالية حول قضية اختطاف مواطنين يابانيين، بالضغط على ترامب لإثارة الأمر في القمة.[9]
- الصين: أجرى الأمين العام للحزب الشيوعي الصيني شي جين بينغ حوارًا مع الرئيس دونالد ترامب في 11 مارس حول القمة بين كوريا الشمالية والولايات المتحدة عام 2018. أعربت الصين عن تقديرها لمحاولات حل القضية النووية الكورية الشمالية من خلال الدبلوماسية من خلال قمة كوريا الشمالية والولايات المتحدة. ويعتقد البيت الأبيض أيضاً أن كوريا الشمالية ستفي بوعدها بتعليق إطلاق الصواريخ الباستية العابرة للقارات والتجارب النووية الكورية الشمالية قبل قمة كوريا الشمالية والولايات المتحدة في مايو.[10]
- كوريا الجنوبية: أعرب الرئيس الكوري الجنوبي مون جاي إن عن أمله في أن يتخذ كل من ترامب وكيم «قرارات جريئة» في اجتماعهما الأول، معترفا بوجود «عملية طويلة» لنزع السلاح النووي من كوريا الشمالية. وفي يوم الاثنين السابق على المحادثات، ناقش بشأن القمة مع ترامب في مكالمة هاتفية استغرقت 40 دقيقة أخبره فيها أن الشعب الكوري الجنوبي كان يصلّي من أجل «إحداث نتيجة معجزة» في المحادثات.[11] بعد الإعلان عن إلغاء الرئيس ترامب للقمة في أواخر مايو، ذكر مون أنه حائر وشعر بأن الأمر كان «مؤسفا للغاية» حيث عقد مع كيم قمة ثانية غير مخطط لها في بانمونجوم للمساعدة في حل الخلاف بين الطرفين. بين كيم وترامب.[12] أشادت كوريا الجنوبية بالقمة ووصفت بأنها «محادثات القرن».[13]
- الولايات المتحدة: قال مستشار الأمن القومي الأمريكي جون بولتون أن الاجتماع يجب أن يركز على نزع السلاح النووي على غرار ليبيا قبل 13 أو 14 سنة، وذكر أنه إذا تم نزع سلاحها النووي، فإنه سيقوم بشحن الأسلحة النووية إلى أوك ريدج بولاية تينيسي. ومع ذلك، حذر أيضًا من أنه إذا لم يكن مستعدًا لمناقشات جادة، فقد يكون الاجتماع قصيرًا.[14]

وعبر العديد من المشرعين وخبراء السياسة الخارجية عن مخاوفهم من الحكمة بشأن الموافقة على القمة مع الاستعدادات غير الكافية من قبل مسؤولين من المستوى الأدنى، ويرجع ذلك أساسا إلى عدم الثقة بين الولايات المتحدة وكوريا الشمالية. قال البعض إن ترامب قد يضع نفسه للفشل، بسبب الشكوك حول ما إذا كانت كوريا الشمالية ستتخلى طوعا عن ترسانة نووية هائلة جعلها كيم جونغ أون مركزا لمكانة كوريا الشمالية في العالم.
- روسيا: رحب وزير الخارجية الروسي سيرغي لافروف بالاجتماع قائلاً «إنها خطوة في الاتجاه الصحيح» بدلاً من «النيران والغضب». كما أعرب عن أن الترتيب القانوني بين الولايات المتحدة وكوريا الشمالية سيكون حاسما لتطبيع الوضع المحفوف بالمخاطر حول شبه الجزيرة الكورية. في 31 مايو 2018، التقى سيرغي لافروف مع كيم جونغ أون في بيونج يانج لمناقشة مسألة نزع السلاح النووي من خلال تخفيف العقوبات لتسريع عملية نزع السلاح، وبالتالي تلقى ردا مواتيا من الزعيم الكوري الشمالي. ودعا لافروف الزعيم الكوري الشمالي لزيارة روسيا. وأخبر كيم بأن موسكو تدعم السلام والتقدم في شبه الجزيرة الكورية وتقدر بشدة الإعلان الذي وقعته بيونج يانج وسول. وفي وقت سابق، التقى لافروف مع نظيره الكوري الشمالي ري يونغ هو وآخرون في مبنى مجلس الشعب الأعلى في عاصمة كوريا الشمالية. وأبدى لافروف ونائبه ايجور مورغولوف احترامهما في نصب تذكاري للجنود السوفييت في حديقة مورانبونج في بيونغ يانغ. وقالت وزارة الخارجية الروسية في وقت سابق انه من المتوقع ان يناقش لافروف وري «القضايا الحيوية للعلاقات الثنائية والقضايا الدولية والإقليمية الرئيسية.»[16]

وتعهد الرئيس الروسي فلاديمير بوتين بضمان نجاح المحادثات، مشيراً إلى أن كل اللاعبين الإقليميين مثل روسيا يجب أن يزودوا كوريا الشمالية بضمانات من أجل عقد اجتماع مثمر. ودعا المجتمع الدولي إلى مساعدة كوريا الشمالية اقتصاديا لأنها تتخلى عن برنامجها للأسلحة النووية.

### منظمات دولية
- الاتحاد الأوروبي: اعترف نيرج ديفا بأن برئاسة البرلمان الأوروبي عقدوا عدة لقاءات سرية مع كبار المسؤولين في كوريا الشمالية لمدة ثلاث سنوات بشأن الصواريخ البالستية العابرة للقارات وبرنامج القنبلة النووية، اقترح نائب البرلمان النمساوي بول رويبج، نائب رئيس اللجنة، أن تشارك الأمم المتحدة في قمم ترامب-كيم لإعطائهم أفقًا دوليًا.[18]

## بعد القمة

### دول
- استراليا أشاد رئيس الوزراء الأسترالي مالكولم تورنبول بالسيد ترامب بحل مشكلة دنوك الإشكالية لكوريا الديمقراطية من قبل ترامب باعتبارها محركا مقنعا ومؤثرا بشكل لا يصدق. قال تيرنبول عن ترامب بأنه صانع حقيقي للصفقات.[19]، كما أعربت وزيرة الخارجية جولي بيشوب عن استعداد الحكومة الأسترالية للمساعدة في عملية التحقيق من نزع السلاح النووي لشبه الجزيرة الكورية عندما يتم الأمر.[20]
- كندا: أعلن رئيس الوزراء الكندي جاستن ترودو دعمه للقمة، «نحن ندعم الجهود المستمرة الذي يبذلها الرئيس بشأن كوريا الشمالية، ونتطلع إلى النظر في تفاصيل الاتفاق».[21]
- إيران: قال المتحدث باسم الخارجية الإيرانية، بهرام قاسمي: «طهران تدعم السلام والاستقرار في شبه الجزيرة الكورية وتدعم أي خطوة تصب في صالح استقرار تلك المنطقة إلا أننا لا يمكننا أن نثق بالولايات المتحدة.. ندعو كوريا الشمالية إلى أخذ الحيطة والحذر أمام الوعود الأمريكية».[22]

- الهند: أشادت الهند باجتماع القمة على أنه إيجابي، ولكنها تدعو إلى إنهاء العلاقة النووية بين كوريا الشمالية وباكستان[23]
- إسرائيل: صرح رئيس الوزراء الإسرائيلي بنيامين نتنياهو على تويتر: «أشيد بالرئيس الأمريكي دونالد ترامب في القمة التاريخية في سنغافورة. هذه خطوة مهمة في الجهود الرامية إلى تخليص شبه الجزيرة الكورية من الأسلحة النووية».[24]
- إيطاليا: أشاد رئيس الوزراء الإيطالي جوزيبي كونتي بالقمة عبر تويتر: «اليوم يوم تاريخي للسلام والأمن في العالم. شكراً للرئيس دونالد ترامب».[25]
- أوكرانيا: أثنى رئيس أوكرانيا بترو بوروشنكو بالاجتماع «أهنئ نتائج الاجتماع التاريخي بين الرئيس الأمريكي وزعيم كوريا الديمقراطية في سنغافورة. بفضل القيادة الحاسمة للرئيس ترامب، الطريق إلى السلام في شبه الجزيرة الكورية لم يعد مستحيلاً». لكنه أضاف في وقت لاحق القيود: «آمل أن الضمانات الأمنية الأمريكية فيما يتعلق بنزع السلاح النووي لشبه الجزيرة ستأخذ بعين الاعتبار عيوب مذكرة بودابست بشأن الضمانات الأمنية في أوكرانيا».[26][27]
- المملكة المتحدة: قال وزير الخارجية بوريس جونسون بعد انتهاء القمة في تغريدة «أرحب بنبأ أن الرئيس ترامب وكيم جونغ أون قد عقدا محادثات بناءة في سنغافورة. إن التزام كوريا الديمقراطية بإخلاء شبه الجزيرة الكورية من الأسلحة النووية خطوة أولى مهمة نحو مستقبل مستقر ومزدهر».[28]
- تايلاند: أكدت وزارة الشؤون الخارجية التايلاندية في بيان صحفي أن «هذه القمة الحاسمة تعكس التزام قوي من الزعيمين لتحقيق السلام الدائم والاستقرار والازدهار في شبه الجزيرة الكورية مع نزع السلاح النووي كخطوة رئيسية». كما قال رئيس الوزراء برايوت تشان أوتشا إن القمة كانت «علامة جيدة للعالم، إذا تمكن المرشد الأعلى كيم جونغ أون والرئيس دونالد ترامب من التوافق»[29]
- الصين: أعلن المتحدث باسم وزارة الخارجية جينج شوانغ [الإنجليزية] أنه يدرس تخفيف العقوبات عن كوريا الشمالية. وفقا لقرارات مجلس الأمن التابع للأمم المتحدة إلى كوريا الشمالية، تدرك الصين أنه يمكن تعديل العقوبات الحالية من قبل ترامب وتوقيع كيم على بيان مشترك. لقد التزمت الصين على الدوام بجميع قرارات الأمم المتحدة بشأن كوريا الشمالية حتى الآن؛ ومع ذلك، لطالما خشيت الصين من أن يؤدي انهيار كوريا الديمقراطية المعزولة إلى دفع موجات من اللاجئين إلى شمال شرق الصين أو حرب نووية غير ضرورية.[30]
- اليابان: أعلن رئيس الوزراء الياباني شينزو آبي أنه راض عن التزام ترامب بالاجتماع السابق معه، ومن خلال بيان مشترك مع ماليزيا أعرب عن أمله في «أن ينجح الاجتماع في إحراز تقدم في حل القضايا المتعلقة بالتسلح النووي والصواريخ».[31] وفيما يتعلق بالقضايا الإنسانية، هناك 13 مواطنا يابانياً تم اختطافهم من اليابان من قبل كوريا الشمالية.[32]
- ماليزيا: وقال رئيس الوزراء الماليزي مهاتير محمد الذي رحب أيضا بالمؤتمر «يجب ألا يعامل العالم زعيم كوريا الشمالية كيم جونج اون بالشك بدلا من أن يتعلم من موقفه الجديد تجاه إحلال السلام».[33] وفي مؤتمر صحفي مشترك في طوكيو مع اليابان، قال: «كنا نأمل في التوصل إلى نتيجة ناجحة من الاجتماع التاريخي»، [31] مضيفًا أن "ماليزيا ستعيد فتح سفارتها في كوريا الشمالية كانتهاء لـ خلاف دبلوماسي حول اغتيال كيم جونغ نام العام الماضي"[34]
- الفلبين: أصدر المتحدث الرئاسى الفلبينى هاري روكي البيان «نرحب بالقمة التاريخية بين الرئيس الأمريكي دونالد ترامب وزعيم كوريا الديمقراطية كيم جونغ أون في سنغافورة»، وأكد أن «التاريخ قد كتب بالفعل». و«في نفس الوقت، هذه ليست سوى بداية عملية سلام». الحكومة الفلبينية مستعدة وراغبة في الدعم.[35]
- روسيا: أصدر نائب وزير الخارجية الروسي سيرغي ريابكوف [الإنجليزية] بيانًا رسميًا أشاد فيه بقمة ترامب-كيم، موضحًا أنه كان مطلوبًا لإنهاء أي عملية استفزازية في شبه الجزيرة الكورية. لخص أيضا أن القمة بين الولايات المتحدة وجمهورية كوريا الديمقراطية الشعبية تحفز تسوية السلام في شبه الجزيرة الكورية.[36]
- سنغافورة وهنأ رئيس الوزراء لي هسين لونغ الزعيمين في رسائل منفصلة أرسلت إليهما بشأن النتائج الناجحة للقمة، وتمنى للبلدين النجاح في تنفيذ الاتفاقية الموقعة. كما شكر الشعب السنغافوري وأولئك الذين عملوا في القمة.[37]

في 25 يونيو، أعلنت وزارة الشؤون الخارجية أن التكلفة الإجمالية للقمة كانت 16.3 مليون دولار سنغافوري بدلاً من التقدير السابق البالغ 20 مليون دولار سنغافوري.
- كوريا الجنوبية: أعلن المكتب الرئاسي للبيت الأزرق والرئيس مون جاي إن أن نتائج قمة ترامب كيم تعكس «التصميم الجريء للزعيمين»، ورؤية إخلاص كيم جونغ أون لالتزامه الحازم. وأنها إجراءات استباقية لعملية نزع السلاح النووي. ومع ذلك، أكد مون أن حوالي 65 سنة من العداء بقضية الصواريخ النووية العابرة للقارات المعقدة لن تحل من خلال قمة واحدة، ولكنها تتطلب التعاون المستمر لعملية نزع السلاح النووي.[39] أكد مسئولون كوريون جنوبيون والسكرتيرة الصحفية للبيت الأبيض سارة هاكابي ساندرز أن المناورات الحربية التي تحمل اسم "Ulchi Freedom Guardian" (UGG) ستعلق بعد قمة ترامب كيم في سنغافورة وفقًا لعملية نزع السلاح النووي في شبه الجزيرة الكورية.[40] كما رئيس كوريا الجنوبية نجاح قمة ترامب كيم بالرغم من تنوع الآراء. ويعتقد أن معظم الكوريين الجنوبيين يدعمون اتجاهه نحو السلام في شبه الجزيرة الكورية، كما وضح في نتائج الانتخابات المحلية الكورية الجنوبية التي جرت لتوها بعد يوم من القمة التي فاز فيها حزبه بـ 13 من أصل 17 في الانتخابات المحلية لكوريا الجنوبية 2018 [الإنجليزية].[41][42] وقالت كيونغهيانغ شينمون [الإنجليزية]، وهي صحيفة ليبرالية، إن ترامب وكيم قد شرعا «مسيرة سلام» من شأنها أن تؤدي إلى وقف دائم للأعمال العدائية. وأعرب تشوسون إيلبو [الإنجليزية] عن قلقه نتيجة لتنازلات ترامب، وأن كوريا الشمالية ستحتفظ ببرنامج الأسلحة النووية بشكل دائم. ووصفت القمة بأنها «مدهشة وغير منطقية».[43] يحصل حزب الديمقراطيين في كوريا الجنوبية حالياً على نسبة عالية من معدل الموافقة وهو ما يمثل 80٪ من السكان، ويعتقد الحزب السياسي للرئيس أنه حان الوقت حان لتحقيق انفراج قوي للسلام في شبه الجزيرة الكورية.[44]
- تايوان: أصدرت وزارة الشؤون الخارجية في تايوان تقريراً إخبارياً عن سعادتها للتوافق الذي تم التوصل إليه بين الولايات المتحدة وكوريا الشمالية في اجتماع القمة، وستواصل التعاون مع المجتمع الدولي كوسيلة لتعزيز السلام والاستقرار الإقليميين. وأشار كبار المسؤولين في جمهورية الصين الذين هم على دراية بالأمن القومي لتايوان إلى أن رئيسة تايوان تساي إنغ ون تدرك المعلومات ذات الصلة للقمة وقد حافظت على اتصالاتها دون عوائق مع البلدان ذات الصلة.[45]
- الولايات المتحدة: أشاد توم كوتن بالمؤتمر واعتبرها خطوة إيجابية.[46]، وقال ترامب إن القمة ساعدت العالم على تجنب «كارثة نووية» وشكرت الرئيس كيم على الاجتماع «التاريخي».[47]

في 28 يونيو، أي بعد أكثر من أسبوعين من مؤتمر القمة، وبخ وزير الخارجية الأمريكي مايك بومبيو تغريدة الرئيس ترامب وقال إن كوريا الشمالية لا تزال تشكل تهديدًا نوويًا.

### منظمات دولية
- الناتو الأمين العام ينس ستولتنبرغ رحب بالقمة وأيد جعل شبه الجزيرة خالية من الأسلحة النووية، وأضاف أن «حلف شمال الاطلسي تدعم بقوة جميع الجهود التي تؤدي في نهاية المطاف إلى نزع السلاح النووي من شبه الجزيرة الكورية.»[49]
- الوكالة الدولية للطاقة الذرية: رحب المدير العام للوكالة يوكيا أمانو بـ «البيان المشترك للرئيس ترامب للولايات المتحدة والرئيس كيم لكوريا الديمقراطية والذي يتضمن التزام كوريا الديمقراطية بنزع السلاح النووي الكامل لشبه الجزيرة الكورية». وأضاف أن «الوكالة الدولية للطاقة الذرية سوف تكون مستعدة للقيام بأي تحقق. الأنشطة في البرنامج النووي لجمهورية كوريا الديمقراطية الشعبية».[50]
- أسيان رحب وزراء خارجية دول الآسيان بقمة ترامب كيم كخطوة أولى مهمة نحو تحقيق سلام واستقرار دائمين في شبه جزيرة كورية خالية من الأسلحة النووية. كما أعربوا عن تقديرهم لأهمية الوعود بين الزعيمين «بالتزام لا يتزعزع بإخلاء شبه كامل من الأسلحة النووية. شبه الجزيرة الكورية» و«توفير ضمانات أمنية لكوريا الشمالية». أعلنت هذه الملاحظات بعد أربعة أيام من الحدث.[51]
- الأمم المتحدة: رحب الامين العام للامم المتحدة أنطونيو غوتيريس بمؤتمر القمة بين الولايات المتحدة وكوريا الشمالية واعرب عن «انه معلم حاسم» من اجل السلام في العالم. وحث جوتيريس على أهمية «اغتنام هذه الفرصة المهمة» وسوف تساعد الأمم المتحدة بشكل كامل على تحقيق تفكيك برنامج الأسلحة النووية لكوريا الشمالية.[52]